# Benington
Benington falu az Egyesült Királyságban, Angliában, Hertfordshire megyében. Stevenagetől keletre, a B1037-es út mentén. Lakosainak száma 922 fő volt 2001-ben.
A falu főleg mezőgazdasággal foglalkozik, és egyike Hertfordshire megye legfestőibb falvainak. A falu temploma a 13. századból való. Mellette valaha kastély állt, ma György-korabeli ház van itt, a Benington Lordship. A ház magántulajdonban van, de az udvara és kertje alkalmanként látogatható.

## Fordítás
Ez a szócikk részben vagy egészben  a   Benington, Hertfordshire című angol Wikipédia-szócikk ezen változatának fordításán alapul.  Az eredeti cikk szerkesztőit annak laptörténete sorolja fel. Ez a jelzés csupán a megfogalmazás eredetét és a szerzői jogokat jelzi, nem szolgál a cikkben szereplő információk forrásmegjelöléseként.